# Kostis Palamas

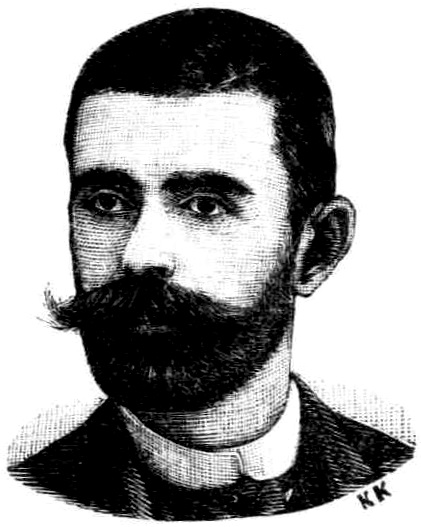
Kostis Palamas, 1889.

Kostis Palamas (Κωστής Παλαμάς), född 13 januari 1859 i Patras, död 27 februari 1943 i Aten, var en nygrekisk författare, lyriker och essäist.

## Biografi
Palamas är en av dem som arbetade på att folkspråket i stället för den klassiska grekiskan blev litteraturspråk.
Palamas är mest känd som författare av texten till den Olympiska hymnen (musik av Spyridon Samaras), men skrev bland annat även två band essäer (1904 och 1908). Mest betydande är han som lyriker med bland annat Zigenarens tolv sånger (1907).